# Long Strange Trip
Long Strange Trip é um filme-documentário estadunidense de 2017 dirigido e escrito por Amir Bar-Lev, que segue a história da banda de rock Grateful Dead. Lançado no Festival Sundance de Cinema em 23 de janeiro e, em seguida, distribuído pela Amazon Video em 2 de junho, venceu o Grammy Award para Best Music Film.